# Joaquim Correia da Rocha
Joaquim Correia da Rocha (Paços de Brandão, Santa Maria da Feira, 30 de Julho de 1923 - Fraião, Braga, 28 de Novembro de 2019) foi um sacerdote e escritor português.

## Biografia

### Nascimento
Nasceu na localidade de Matoso, parte da freguesia de Paços de Brandão, no concelho de Santa Maria da Feira, em 30 de Julho de 1923.

### Carreira eclesiástica
Após a conclusão do ensino primário, ingressou no Seminário Menor de Guarda-Gare, então recentemente inaugurado. Continuou depois os seus estudos em Godim, no Peso da Régua, e em Fraião, no concelho de Braga. Depois de ter terminado a Filosofia, cumpriu o noviciado na Casa do Espadanido, perto do seminário de Fraião, onde fez a sua profissão religiosa, em 8 de Setembro de 1941. De seguida, entrou no Seminário de Viana do Castelo, onde estudou teologia, tendo sido aqui ordenado como sacerdote em 6 de Abril de 1947. Em 6 de Julho desse ano, foi pela primeira vez nomeado para ensinar, no seminário de Fraião. A sua carreira sacerdotal e missionária durou entre 1947 e 2019, tendo sido professor em Godim, ainda como estudante, e depois como sacerdote em Fraião. Foi depois transferido para a comunidade do Regado, no Porto, onde trabalhou como capelão no Monte Pedral e no Hospital do Carmo. Exerceu igualmente como ecónomo em Godim e em Pedras Salgadas, e foi coadjutor na paróquia de São José de Godim. No concelho de Coimbra, foi capelão na freguesia de Miranda do Corvo, e trabalhou como confessor das Irmãs de São José de Cluny.
Também demonstrou interesse pela história e cultura, tendo feito uma palestra no Rotary Club sobre fogaceiras em 1966, e escrito em 1996 uma monografia de Paços de Brandão, Recordar 900 Anos de Paços de Brandão.

### Falecimento
Faleceu em 28 de Novembro de 2019, no Lar Anima Una em Fraião, onde vivia desde 2016. No dia seguinte, foi sepultado no cemitério de Paços de Brandão.